# Ungdomsorganisation
En ungdomsorganisation er en organisation, der har unge mennesker som medlemmer og ledere. Frivillige ungdomsorganisationer findes indenfor en lang række emneområder. Nogle ungdomsorganisationer beskæftiger sig med emner, der er af særlig interesse for unge, mens andre arbejder med almene emner ud fra en ungdomssynsvinkel.
Der findes et stort antal ungdomsorganisationer i Danmark. Mange af dem er medlem af Dansk Ungdoms Fællesråd.